# Joel Grolimund
Joel Grolimund (* 24. Oktober 1991 in Solothurn) ist ein Schweizer Fernseh- und Hörfunkmoderator beim Schweizer Radio und Fernsehen sowie Journalist.

## Leben
Joel Grolimund führte von 2022 bis 2025 durch das SRF-Gesellschaftsmagazin G&G – Gesichter und Geschichten. Die ersten Schritte in der Medienwelt machte er als 15-Jähriger bei der Jugendsendung VideoGang. 2015 hat der Solothurner die Journalistenschule bei Ringier abgeschlossen und war danach als Moderator und Produzent bei Radio Energy Zürich tätig. 2017 erfolgte der Wechsel zu G&G, wo er zunächst ein sechsmonatiges Praktikum absolvierte und seither als Redaktor und Reporter für das Gesellschaftsmagazin arbeitet. Jeweils sonntags ist er bei Radio SRF 3 zu hören, wo er von 2019 bis 2022 das Nachmittagsprogramm von 16 bis 20 Uhr moderierte. Beim Eurovision Song Contest führte er ab 2021 am Samstagabend durch die SRF-G&G-Countdown-Sendung zum grossen Finale. Seit November 2022 moderiert er jeweils sonntags die Hitparade von 12 bis 16 Uhr bei Radio SRF 3.
In seiner Freizeit spielt Joel Grolimund Schlagzeug. Er wohnt in Solothurn.

## Auszeichnungen
2015 wurde Joel Grolimund vom Branchenmagazin Schweizer Journalist:in unter die Top «30 unter 30» gewählt.